# Petrorossia appendiculata
Petrorossia appendiculata är en tvåvingeart som först beskrevs av Macquart 1846.  Petrorossia appendiculata ingår i släktet Petrorossia och familjen svävflugor.
Artens utbredningsområde är Algeriet. Inga underarter finns listade i Catalogue of Life.